# Бако и фано
Бако́ и фано́ (от арабского: бако — богатство, стабильность и фано — утрата, бренность) — понятие, которое было распространено в средневековой восточной философии. Использовался для обозначения бесконечности и её антонима. В исламе бако одно из качеств Аллаха. В этом понятии бако представлял и объединял все положительные качества которые могли существовать в мире. Фано означал и отождествлял борьбу со всеми отрицательными качествами и тем самым сближение с Аллахом. В философии суфизма, человек познавший все грани истинности и величественности Аллаха назывался Фано филлох. По этому понятию, тот человек навсегда забывал всю бренность этого мира. Известный среднеазиатский тюркский поэт, философ суфийского направления, государственный деятель тимуридского Хорасана — Алишер Навои использовал слово фано как один из своих псевдонимов — Фоний или Фани.